# بيوهازرد 4دي-إكسكيوتر
بيوهازرد فور دي-إكسكيوتر (Biohazard 4D-Executer) هو فيلم ياباني يقتبس القصة من لعبة الشر المقيم هو 3 دي تم انتجه من قبل كابكوم وتدور القصو عن بحوث جديدة لفيروس تي لإنتاج عائلة جديدة.

## القصة
تدور أحداث الفيلم في مدينة الراكون الغرب الأوسط الأميركي، التي كان مواطنوها يتحولون إلى زومبي بعد الإصابة بفيروس - T، وهي من الأسلحة البيولوجية التي وضعت سرا في شركة المظلة.

## روابط خارجية
- بيوهازرد 4دي-إكسكيوتر على موقع IMDb (الإنجليزية)
- بيوهازرد 4دي-إكسكيوتر على موقع فيلمافينيتي (الإسبانية)
- بيوهازرد 4دي-إكسكيوتر على موقع قاعدة بيانات الفيلم (الإنجليزية)
- بيوهازرد 4دي-إكسكيوتر على موقع ليتربوكسد (الإنجليزية)
- بيوهازرد 4دي-إكسكيوتر على موقع كينوبويسك (الروسية)

- الموقع الرسمي
 باللغة اليابانية